# 张文钺
张文钺（1928年6月19日—2005年3月17日），男，汉族，辽宁沈阳人，中国焊接冶金专家，曾任天津大学教授、博士生导师。